# Херма
Хе́рма (бел. Херма) — деревня в Брестском районе Брестской области Белоруссии, в 19 км к востоку от Бреста. Входит в состав Мухавецкого сельсовета.

## История
В начале XX века — небольшая деревня в Каменицко-Жировицкой волости Брестского уезда Гродненской губернии.
После Рижского мирного договора 1921 года — в составе Брестского повята Полесского воеводства Польши, 10 дворов.
С 1939 года — в составе БССР.